# Ustica
Ustica (sicilsky Ùstica) je sopečný ostrov ležící v Tyrhénském moři 67 km severozápadně od Palerma a 95 km severozápadně od Alicudi, není ale součástí Liparských ostrovů. Ustica je součástí zhruba 30 km širokého podmořského komplexu vulkanického původu, pocházejícího z období středního pleistocénu.

## Historie
V době Bourbonů se ostrov stal místem vyhnanství pro politické vězně a zůstal jím i v dobách vlády savojské dynastie. Během fašistického režimu v Itálii byly na ostrov vypovězeny stovky oponentů režimu, mezi nimi i mnozí homosexuálové. Na počátku čtyřicátých let byli na ostrov deportováni mnozí váleční zajatci z Jugoslávie, v padesátých letech je vystřídali vězni vypovězení ze Sicílie pro podezření z příslušnosti k Mafii.
Mezi nejznámější politické odpůrce vězněné na ostrově patří Amadeo Bordiga, Antonio Gramsci a Ferruccio Parri. Po protestech veřejnosti bylo vězení v roce 1961 zrušeno.
Nedaleko ostrova se 27. června 1980 zřítilo letadlo Aerolinee Itavia za letu do Palerma, na palubě zahynulo 81 cestujících a členů posádky; pád nikdo nepřežil.